# ژولین داریویی
ژولین داریویی (به فرانسوی: Julien Darui) بازیکن فوتبال و دروازه‌بان اهل فرانسه است که از سال ۱۹۳۹ تا ۱۹۵۱ میلادی عضو تیم ملی فوتبال فرانسه بوده‌است. وی در ۲۵ بازی ملی حضور داشته است و در بازی‌های ملی‌اش گلی به ثمر نرساند.